# Mario Arcelli
Mario Arcelli (Milano, 21 maggio 1935 – Roma, 18 marzo 2004) è stato un economista, saggista e politico italiano.

## Biografia
Di un'antica famiglia di origini piacentine, il cui padre Angelo fu per alcuni anni, nel dopoguerra, presidente dell'associazione industriali produttori di medicamenti, Mario Arcelli, dopo aver conseguito il diploma di ragioneria, si laurea in economia e commercio presso l'Università commerciale Luigi Bocconi di Milano nel 1957. Dopo la laurea collabora con la cattedra di economia della stessa università.

### Attività accademica
Nel 1963 diviene libero docente di politica economica presso l'Università di Trieste. Nello stesso periodo collabora con riviste di economia (Rivista di politica economica e Giornale degli economisti e annali di economia). Nel 1967 Arcelli vince il concorso a cattedra presso l'Università di Trieste, che poi lascia, a seguito della chiamata del consiglio della facoltà di economia dell'Università di Padova, dove rimane nei ruoli, prima come straordinario e poi come ordinario, dal 1969 al 1974. Nel 1973-74 svolge un periodo di ricerca presso il Massachusetts Institute of Technology di Boston.
Nel 1974 viene chiamato alla cattedra di economia presso la facoltà di economia dell'università La Sapienza di Roma, dove rimane ad insegnare fino al 1989 come professore ordinario del corso di laurea di Economia monetaria e creditizia. A Roma assume anche la direzione, dal 1979, delle riviste scientifiche Economia italiana e Review of Economic Conditions, quest'ultima in lingua inglese, incarichi che ha mantenuto fino alla sua scomparsa. Nel triennio 1979-1981 dirige il dipartimento di studi economici della stessa università.
Nel 1989 ricopre l'insegnamento di economia monetaria presso l'Università LUISS di Roma. Nel 1991 viene nominato direttore del neocostituito "Osservatorio e centro di studi monetari" della stessa università (oggi "Centro Arcelli per gli studi monetari e finanziari" o  "CASMEF" (archiviato dall'url originale il 24 aprile 2013).). Dal 1992 viene nominato rettore della LUISS, carica che mantiene fino al momento della pensione nel settembre 2002. Nel 1994 viene nominato socio onorario di Assomaster, l'associazione che riunisce i diplomati MBA della LUISS. Nell'ottobre 2003 il consiglio della Facoltà di economia della LUISS lo nomina professore emerito presso la stessa facoltà.
Nel 1995 diviene anche membro corrispondente dell'Accademia Nazionale dei Lincei, nella classe di scienze morali. Nel triennio 1996-1998 viene eletto vice presidente nazionale della Società italiana degli economisti. Alla fine degli anni novanta, è anche consigliere di amministrazione dell'Istituto dell'Enciclopedia Italiana.
Ha pubblicato numerosissimi articoli e volumi e in particolare otto edizioni (tra gli anni settanta e novanta), sempre integrate e accresciute, del suo libro di testo di economia monetaria

### Collaborazioni istituzionali e di governo
Tra il 1981 e il 1983, viene nominato capo del dipartimento affari economici presso la Presidenza del Consiglio dei ministri, durante i governi di Giovanni Spadolini I e II e di Amintore Fanfani V. Poi, nel 1987, è consigliere economico del presidente del consiglio dei ministri nel governo Fanfani VI e, dal 1988 ricopre lo stesso incarico nel governo presieduto da Ciriaco De Mita (1988-89). Come membro della delegazione italiana, ha presenziato ai vertici dei capi di Stato del G7 di Versailles, Williamsburg, Venezia, Toronto, Parigi.
Dal 1984 al 1996 è membro del Comitato tecnico scientifico presso il Ministero del bilancio e della programmazione economica, divenendone presidente dal 1993 al 1996.
Il 16 febbraio 1996 viene nominato Ministro del bilancio e della programmazione economica, con delega al coordinamento delle politiche per l'Unione europea e al Mezzogiorno nel governo di Lamberto Dini (1995-1996), mantenendo l'incarico per alcuni mesi (fino al 18 maggio 1996) durante la presidenza di turno dell'Unione Europea. Nella veste di Ministro del bilancio della Repubblica Italiana (essendo il ministero del tesoro tenuto ad interim dal presidente Dini), ha presieduto il vertice Ecofin di Venezia e vari vertici europei rappresentando la presidenza dell'Unione Europea.

### Incarichi nel mondo degli affari
Nel 1989 viene nominato dall'azionista di maggioranza RAS presidente della neocostituita società Rasbank, che ottiene poi la licenza bancaria nel 1990 (internet banking) e ne segue tutti i passi dello sviluppo, mantenendo la presidenza ininterrottamente per oltre quindici anni.
Ricopre anche la carica consigliere di amministrazione di RAS (incarico mantenuto fino al gennaio 2004), della Società per la bonifica dei terreni ferraresi (incarico mantenuto fino al 2004), della Pininfarina (fino al 2002) e della Italcementi (fino al 2004).
Nel 1998 viene nominato presidente di Assogestioni, l'associazione dei gestori italiani di fondi comuni di investimento, incarico mantenuto fino al limite statutario di quattro anni, ovvero fino al 2002.

## Istituzioni in memoria di Arcelli
Mario Arcelli ha voluto lasciare in eredità alla Biblioteca comunale di Piacenza la sua collezione di libri di economia. Dal 2005 si tengono a Piacenza, annualmente, le "Lezioni Mario Arcelli", organizzate in collaborazione con la sede di Piacenza dell'Università Cattolica del Sacro Cuore, che nel dicembre 2005 ha deciso la costituzione di un centro studi ("Centro studi di politica economica e monetaria" o "CeSPEM Mario Arcelli") per valorizzare il fondo librario Arcelli e gestire gli eventi collegati (lezioni, seminari, borse di studio).
L'Università LUISS Guido Carli, di cui per dieci anni fu il rettore, ha voluto dedicare a Mario Arcelli l'aula magna dell'Università e ridenominare in "Centro Mario Arcelli di studi monetari" (poi divenuto "Centro Arcelli per gli studi monetari e finanziari" o "CASMEF") il centro studi da lui fondato presso questa università.

## Pubblicazioni
- La Cobb-Douglas strumento per la programmazione, Milano, ISCO, 1962.
- Variazioni qualitative dei fattori e progresso tecnico, Milano, A. Giuffre, 1967.
- Il problema del grado di sfruttamento degli impianti, con Carlo Maccheroni, Lorenzo Peccati e altri, Milano, Giuffrè, 1973.
- Letture di gestione della produzione a cura di Gualtiero Brugger, Milano, F. Angeli, 1974.
- Economia monetaria, con Paola Dongili, Padova, CEDAM, 1977.
- Moneta, prezzi e teoria del disequilibrio, Padova, CEDAM, 1980.
- Dispense di economia monetaria, Padova, CEDAM, 1984.
- Economia e politica monetaria, Padova, CEDAM, 1986.
- Politica monetaria e debito pubblico negli anni Ottanta, Arcelli e altri, Torino, UTET, 1990.
- Keynes e le politiche economiche negli anni '80, Arcelli e altri, Roma, SIPI, 1991.
- Il ruolo della banca centrale nella politica economica, Bologna, Il Mulino, 1992.
- Debito pubblico, credito e sviluppo : l'esperienza italiana e le prospettive, Milano, Giuffrè, 1993.
- Storia, economia e società in Italia, 1947-1997, Arcelli e altri, Roma - Bari, Laterza, 1997.